# Hur man mördar sin fru
Hur man mördar sin fru (engelska: How to Murder Your Wife) är en amerikansk satirisk komedifilm från 1965 i regi av Richard Quine. I huvudrollerna ses Jack Lemmon, Virna Lisi och Terry-Thomas.

## Rollista i urval
- Jack Lemmon – Stanley Ford
- Virna Lisi – Mrs. Ford
- Terry-Thomas – Charles Firbank
- Eddie Mayehoff – Harold Lampson
- Claire Trevor – Edna Lampson
- Mary Wickes – Harolds sekreterare
- Jack Albertson – doktor Bentley
- Sidney Blackmer – domare Blackstone
- Max Showalter – Tobey Rawlins
- Alan Hewitt – statsåklagaren
- Barry Kelley – klubbmedlem (Steam Room)
- William Bryant – byggarbetare
- Charles Bateman – klubbmedlem (Steam Room)
- Edward Faulkner – klubbmedlem & partygäst